# جزيرة أيرلندا (برمودا)
جزيرة أيرلندا  هي إحدى الجزر الرئيسة المكونة لبرمودا، وهي الجزيرة الواقعة في أقصى الشمال الغربي من سلسلة جزر برمودا. تُشكل شريطًا أرضيًا طويلًا يمتد شمالًا شرقًا من الجزيرة الرئيسة، وهي الجزيرة الأخيرة في سلسلة تضم أيضًا جزيرتي بواز وسومرست. تقع ضمن أبرشية سانديز، وتُشكل الساحل الشمالي الغربي للناصفة العظيمة. تُعتبر إحدى الجزر الست الرئيسية في برمودا، وجزءًا من الطرف الغربي للأرخبيل.